# Epiziotomija
Epizitomija (urez međice) je kirurški zahvat kojim se napravi rez od stidnice prema anusu, odnosno zareže se međica (lat. perineum) kako bi se proširio izlazni dio porodnog kanala. Epiziotomija se napravi neposredno prije izlaska glavice djeteta u lokalnoj anesteziji, a nastala rezna rana se zašije ubrzo nakon poroda. Nekada se epiziotomija učini i bez anestezije, no čak i tada žena najvjerojatnije nije svjesna da je epiziotomija učinjena.
Epiziotomija je dugo bio rutinski postupak. Smatralo se da rezanje stidnice preventivno može spriječiti puknuće tkiva u porodu i da može ubrzati porod. No, ta teorija pokazala se netočnom jer su rodnice elastične i mogu se otvoriti dovoljno da dijete izađe pa vratiti se u prvobitnu veličinu, pogotovo ako je porod fiziološki i ne ubrzava se medicinskim intervencijama.
Epiziotomija može biti medijalna, medio-lateralna i lateralna ovisno o mjestu, gdje je učinjen rez.

## Posljedice i komplikacije
Epiziotomija ne sprječava pucanje međice, dapače čini ga gorim. Uz to, rezano područje bolnije je nego kad spontano pukne, potrebno mu je duže da se zaliječi i može biti često mjesto upale. Mnoge žene osjećaju bol reza još godinama nakon poroda.
Komplikacije epiziotomije mogu biti infekcija rane, hematomi, fistule ili ozljede mišića međice.

## Alternative
Alternativa epiziotomiji je pomaganje ženi da rodi bez puknuća. Kako bi se preveniralo pucanje, potrebno je rodilju poticati na kretanje te izbjegavati rađanje na leđima koje dovodi do velikog pritiska na međicu i njenog pucanja.
Također, ubrzavanje poroda korištenjem intervencija (npr. drip) stvara puno veći pritisak na međicu u kratkom vremenu u kojem se koža ne uspije prilagoditi. Kako bi se smanjila vjerojatnost pucanja, optimalno je poticati fiziološki porod.